# استقبال كهربائي

المستقبلات الكهربائية (أمبولة لورنزيني) والقنوات الخطية الجانبية في رأس سمكة قرش.

الاستقبال الكهربائي أو الاستشعار الكهربائي (بالإنجليزية: Electroreception)، وهو القدرة البيولوجية على إدراك المنبهات الكهربائية الطبيعية، وقد لوحظ بشكل حصري تقريبًا في الحيوانات المائية أو البرمائية لأن الماء موصل كهربائي أفضل بكثير من الهواء.
الاستثناءات المعروفة هي كاظميات، آكل النمل الشوكي، وخلد الماء، والصراصير، والنحل. يستخدم الاستقبال الكهربائي في تحديد الموقع الكهربائي (الكشف عن الأشياء) وللاتصالات الكهربائية.

## نظرة عامة
حتى وقت قريب كان الإستقبال الكهربائي معروفًا فقط في الفقاريات. أظهرت الأبحاث الحديثة أن النحل يمكنه إكتشاف وجود نمط شحنة ثابتة على الأزهار.في الفقاريات، يعتبر الإستقبال الكهربائي سمة موروثة، أي أنه كان موجودًا في آخر سلف مشترك لجميع الفقاريات. يسمى هذا الشكل من الإستقبال الكهربائي للأسلاف بالإستقبال الكهربائي الأمبولي، مع الأعضاء المستقبلة نفسها تسمى (مصابيح لورنزيني).

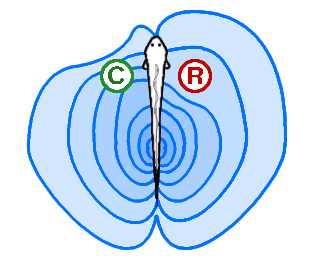
تحديد الموقع الكهربائي النشط. تعمل الأجسام الموصلة على تركيز المجال والأجسام المقاومة النشر.

ليس كل الفقاريات التي تمتلك إستقبالًا كهربائيًا لها أمبولة لورنزيني. توجد أمبولات لورنزيني في الأسماك الغضروفية، أسماك القرش، والشفنين، والخرافيات، والأسماك الرئوية، والبيشير، والجوفيات، وسمك الحفش، وسمك المجداف، والسمندر المائي، والديدان.
الفقاريات الأخرى التي لديها استقبال كهربائي مثل سمك السلور، الجمنازيوم، أسماك قنومية، كاظميات، ونوع واحد على الأقل من الحوتيات، جميعها لها أشكال مختلفة مشتقة بشكل ثانوي من الإستقبال الكهربائي.
يعتبر الإستقبال الكهربائي الأمبولي غير فعال، ويستخدم في الغالب في الإفتراس. مجموعتان من أسماك العظميات تعملان بالكهرباء بشكل ضعيف وتشاركان في إستقبال كهربائي نشط: أسماك السكاكين المدارية الحديثة وأسماك الفيل الأفريقي. الإستثناء الأرضي النادر هو النضناض الغربي ذو المنقار الطويل الذي يحتوي على حوالي 2000 مستقبل كهربائي، مقارنة بـ 40.000 لنسبه شبه المائي الأحادي خلد الماء ذو المنقار البط.

## الحقل الكهربائي
تستخدم الحيوانات المستقبلة للكهرباء هذا المعنى لتحديد مواقع الأشياء من حولها. هذا مهم في المنافذ البيئية حيث لا يستطيع الحيوان الإعتماد على الرؤية، على سبيل المثال في الكهوف، في المياه العكرة وفي الليل. تستخدم العديد من الأسماك الحقول الكهربائية للكشف عن الفرائس المدفونة. «تتجمد» بعض أجنة أسماك القرش عندما تكتشف الإشارة الكهربائية المميزة لحيواناتها المفترسة. لقد تم الإقتراح أن أسماك القرش يمكنها استخدام حاستها الكهربائية الحادة لإكتشاف المجال المغناطيسي للأرض عن طريق إكتشاف التيارات الكهربائية الضعيفة التي تسببها السباحة أو تدفق التيارات المحيطية.
يمكن أن يتأثر سلوك المشي عند الصراصير بوجود مجال كهربائي ثابت، فهي تحب تجنب المجال الكهربائي.

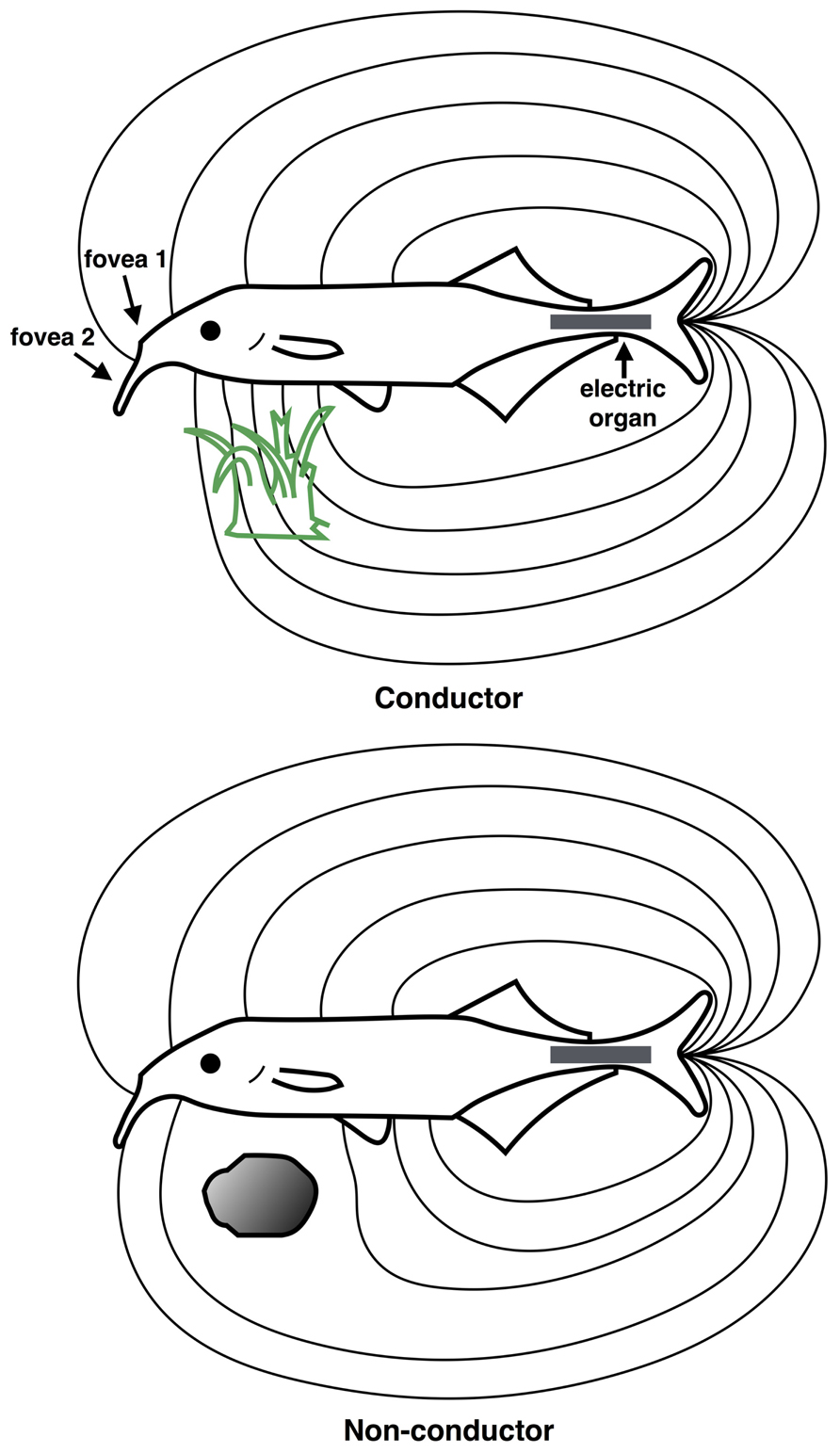
بالنسبة لسمكة الفيل فإنه ينبعث المجال الكهربائي من عضو كهربائي في منطقة الذيل (موضح في الصورة كمستطيل رمادي).يتم إستشعاره من خلال مناطق الجلد المستقبلة للكهرباء باستخدام حفرتين كهربائيتين (في المنقار) للبحث الفعال عن الأشياء وفحصها. تظهر التشوهات الميدانية الناتجة عن نوعين مختلفين من الكائنات وهي: نبات يعمل بشكل أفضل من الماء، في الأعلى (موضح باللون الأخضر)، وحجر غير موصل، في الأسفل (موضح باللون الرمادي)

### الموقع الكهربائي النشط
في تحديد الموقع الكهربي النشط، يستشعر الحيوان البيئة المحيطة به عن طريق توليد مجالات كهربائية وإكتشاف التشوهات في هذه المجالات باستخدام أعضاء مستقبلات كهربائية. يتم إنشاء هذا المجال الكهربائي عن طريق عضو كهربائي متخصص يتكون من عضلات أو أعصاب معدلة. يمكن تعديل هذا المجال بحيث يكون تردده وشكله الموجي فريدًا للأنواع وأحيانًا للفرد. تشمل الحيوانات التي تستخدم الإستقبال الكهربائي النشط الأسماك الكهربائية الضعيفة، والتي إما تولد نبضات كهربائية صغيرة (يُطلق عليها «نوع النبض») أو تنتج تفريغًا شبه جيبي من العضو الكهربائي (يُطلق عليه «نوع الموجة»).
تخلق هذه الأسماك جهدًا عادة ما يكون أصغر من فولت واحد. يمكن للأسماك الكهربائية الضعيفة التمييز بين الكائنات ذات المقاومة والسعة المختلفة، مما قد يساعد في تحديد الكائن. عادةً ما يكون للإستقبال الكهربي النشط نطاقًا يقارب طول جسم واحد، على الرغم من أن الأجسام ذات المعاوقة الكهربائية المماثلة لتلك الموجودة في المياه المحيطة لا يمكن إكتشافها تقريبًا.

### الموقع الكهربائي السلبي
في تحديد الموقع الكهربائي السلبي، يستشعر الحيوان الحقول الكهربائية الحيوية الضعيفة التي تولدها الحيوانات الأخرى ويستخدمها لتحديد مواقعها. يتم إنشاء هذه الحقول الكهربائية من قبل جميع الحيوانات بسبب نشاط أعصابها وعضلاتها. المصدر الثاني للمجالات الكهربائية في الأسماك هو المضخات الأيونية المرتبطة بالتنظيم الأسموزي في الغشاء الخيشومي. يتم تعديل هذا الحقل من خلال فتح وإغلاق الفم والشقوق الخيشومية.
تستخدم العديد من الأسماك التي تتغذى على الأسماك الكهربية إفرازات فرائسها لإكتشافها. يُشار إلى هذا السلوك من الأنواع التي تجمع المعلومات من الإشارات التواصلية لأنواع مختلفة باسم «التنصت»، وقد لوحظ في المستقبِل الكهربائي سمك السلور الأفريقي ذو الأسنان الحادة أثناء الصيد الكهربائي الضعيف. وقد دفعت الفريسة إلى تطوير إشارات تردد أكثر تعقيدًا أو أعلى يصعب إكتشافها.

## الإتصال الكهربائي

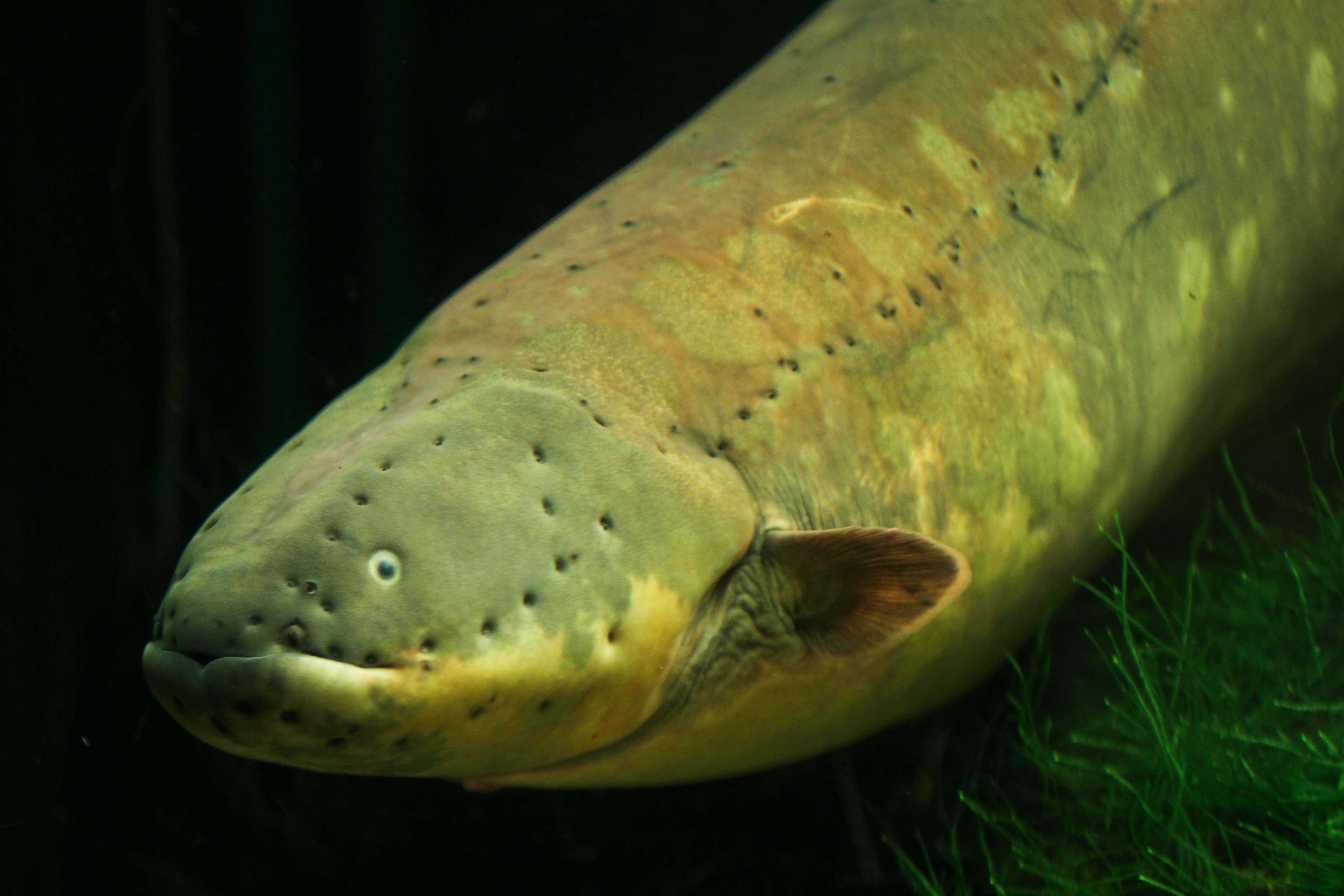
سيديرال

يمكن أيضًا للأسماك الكهربائية الضعيفة أن تتواصل عن طريق تعديل شكل الموجة الكهربائية التي تولدها، وهي قدرة تُعرف باسم الاتصالات الكهربائية. قد يستخدمون هذا لجذب الشريك والعروض الإقليمية.
تستخدم بعض أنواع سمك السلور تفريغها الكهربائي فقط في العروض النابضة. في أحد أنواع «براكهايبوبوميس» (Brachyhypopomus) وهو (جنس من أسماك الأنهار في أمريكا الجنوبية تنتمي إلى عائلة هيبوبوميديا، والمعروفة باسم سكاكين بلونتينوس)، يكون نمط التفريغ الكهربائي مشابهًا للتصريف الكهربائي للجهد المنخفض للثعبان الكهربائي. يُفترض أن يكون هذا شكل من أشكال التقليد الباتيسي لثعبان السمك الكهربائي المحمي بقوة.

## الآلية الحسية
يعتمد الإستقبال الكهربائي النشط على المستقبلات الكهربائية الدرنية التي تكون حساسة للمنبهات عالية التردد (20-20000 هرتز). تحتوي هذه المستقبلات على سدادة مفككة من الخلايا الطلائية التي تعمل بالسعة وتربط خلايا المستقبلات الحسية بالبيئة الخارجية.
ومع ذلك، يعتمد الإستقبال الكهربي السلبي على المستقبلات الأمبولية الحساسة لمحفزات التردد المنخفض (أقل من 50 هرتز). تحتوي هذه المستقبلات على قناة مملوءة بالهلام تمتد من المستقبلات الحسية إلى سطح الجلد. تستخدم أسماك المورميريد الكهربائية من إفريقيا مستقبلات درنية تعرف باسم كنولي نورجان لإستشعار إشارات الاتصالات الكهربائية.

## أمثلة على ذلك

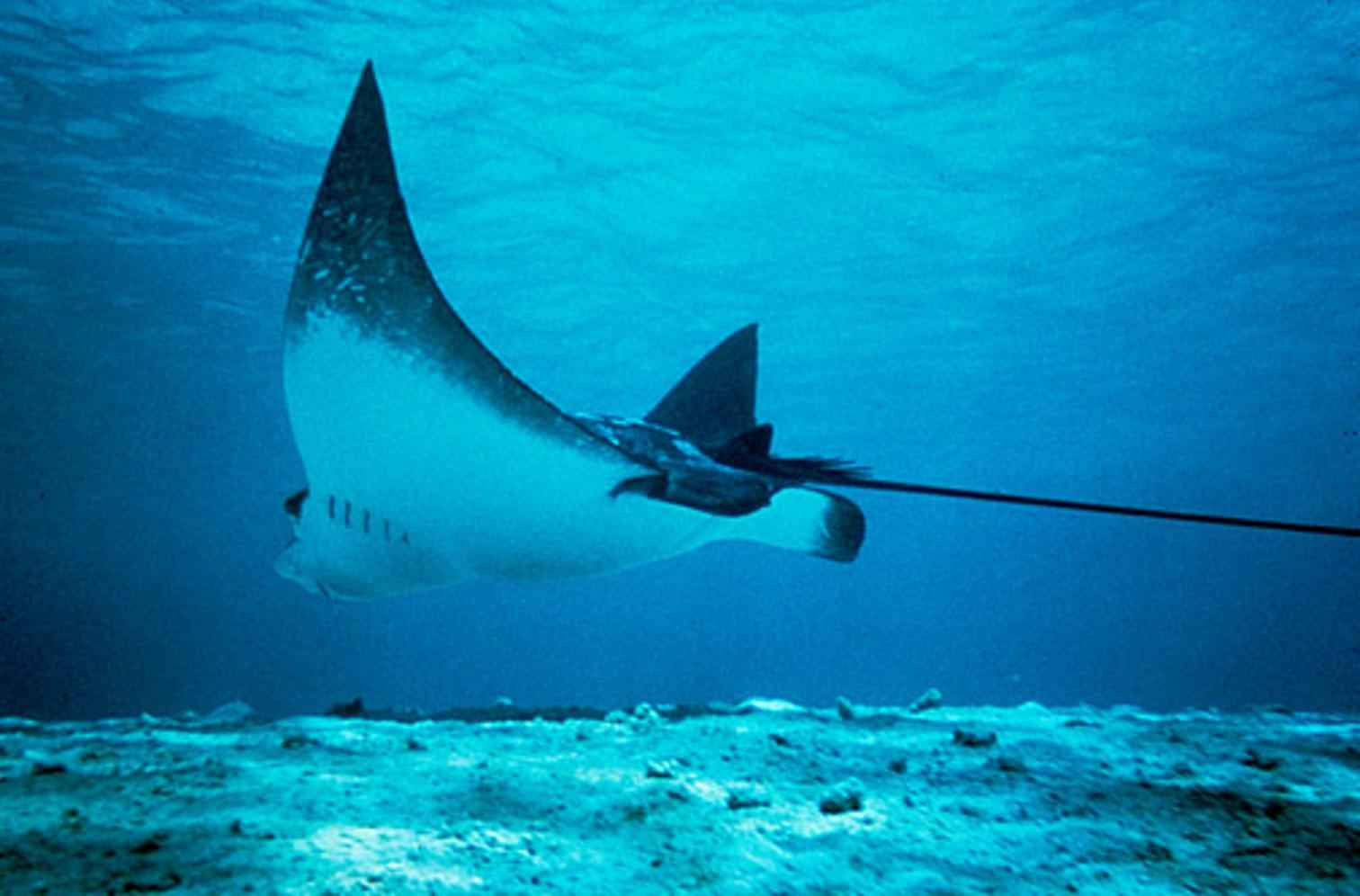
طائفة الخياشيم الصحيفية الغضروفية من أسماك القرش.

### أسماك القرش والشفنين
تعتمد أسماك القرش والشفنين بشكل كبير على تحديد الموقع بالكهرباء في المراحل الأخيرة من الهجمات على فئة فرعية من (صفيحية الخياشيم الغضروفية)، مثل القرش الليموني، كما يتضح من استجابة التغذية القوية الناتجة عن الحقول الكهربائية المشابهة لتلك الخاصة بفريستها.
أسماك القرش هي أكثر الحيوانات المعروفة حساسية للكهرباء، حيث تستجيب لحقول التيار المستمر التي تصل إلى 5 nV / cm.
تسمى مستشعرات المجال الكهربائي لأسماك القرش أمبولة لورنزيني، وهي تتكون من خلايا مستقبلات كهربائية متصلة بمياه البحر عن طريق مسام على أنفها ومناطق أخرى من الرأس.
كانت مشكلة كابلات التلغراف البحرية المبكرة هي: الأضرار التي سببتها أسماك القرش التي إستشعرت الحقول الكهربائية التي تنتجها هذه الكابلات.
من الممكن أن تستخدم أسماك القرش المجال المغناطيسي للأرض للتنقل في المحيطات باستخدام هذا المعنى.

### الأسماك العظمية
الثعبان الكهربائي (في الواقع سمكة سكين، وليس ثعبان البحر)، إلى جانب قدرته على توليد صدمات كهربائية عالية الجهد، ويستخدم نبضات جهد أقل للملاحة وإكتشاف الفرائس في موطنه العكر. هذه القدرة مشتركة مع أنواع أخرى مثل أسماك السكاكين.

### المونوتريمز

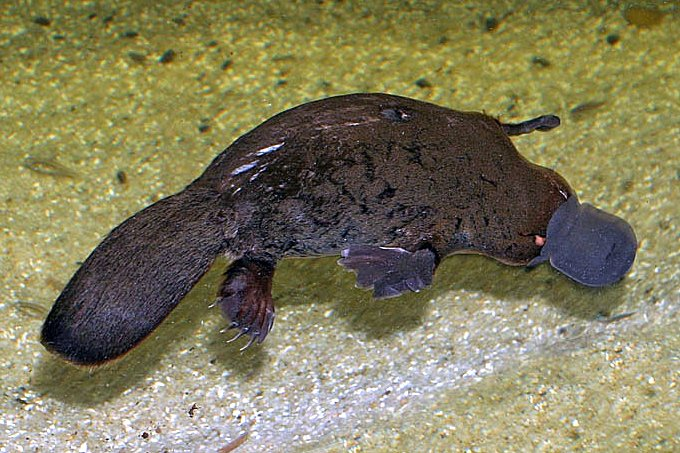
خلد الماء وهو من الثدييات ويعتبر أحادي يستخدم الإستقبال الكهربائي

تعد المونوتريمز المجموعة الوحيدة من الثدييات البرية المعروفة بتطور الإستقبال الكهربائي. في حين أن المستقبلات الكهربائية في الأسماك والبرمائيات تطورت من أعضاء الخط الجانبي الميكانيكي الحسي، فإن تلك الموجودة في المونوتريمز تعتمد على الغدد الجلدية المعصبة بواسطة الأعصاب الثلاثية التوائم. تتكون المستقبلات الكهربائية للمونوتريمز من نهايات عصبية حرة تقع في الغدد المخاطية للخطم.
من بين أحاديات المسام يمتلك خلد الماء أكثر حاسة كهربائية حدة، يحتوي خلد الماء على ما يقرب من 40.000 مستقبل كهربائي مرتبة في سلسلة من الخطوط على طول المنقار، والتي ربما تساعد في توطين الفريسة. نظام الإستقبال الكهربائي لخلد الماء هو إتجاهي للغاية، حيث يشير المحور الأكثر حساسية إلى الخارج وإلى الأسفل. من خلال إجراء حركات رأس سريعة تسمى حركة العين الرمشية عند السباحة، يقوم خلد الماء بإستمرار بتعريض الجزء الأكثر حساسية من منقارها للمحفز لتحديد موقع الفريسة بأكبر قدر ممكن من الدقة. يبدو أن خلد الماء يستخدم الإستقبال الكهربائي إلى جانب مستشعرات الضغط لتحديد المسافة بين الفريسة وبين التأخير بين وصول الإشارات الكهربائية وتغيرات الضغط في الماء. إن قدرات الإستقبال الكهربي لنوعي إيكيدنا (وهي أرضية) أبسط بكثير، وإيكيدنا طويل المنقار يمتلك فقط 2000 مستقبل، وإيكيدنا قصير المنقار فقط 400 مركزة في طرف الخطم. يمكن أن يعزى هذا الإختلاف إلى بيئتها وطرق التغذية.
يعيش إيكيدنا الغربي طويل المنقار في غابات إستوائية رطبة حيث يتغذى على ديدان الأرض في نفايات الأوراق الرطبة، لذلك من المحتمل أن يكون موطنه مناسبًا لإستقبال الإشارات الكهربائية. وعلى النقيض من ذلك فإن الموائل المتنوعة ولكن الأكثر جفافاً بشكل عام لأقاربها قصيرة المنقار والتي تتغذى بشكل أساسي على النمل الأبيض والنمل في الأعشاش، من المفترض أن الرطوبة في هذه الأعشاش تسمح باستخدام الإستقبال الكهربائي في البحث عن الفرائس المدفونة، خاصة بعد هطول الأمطار.
أظهرت التجارب أنه يمكن تدريب القنفذ على الاستجابة للحقول الكهربائية الضعيفة في الماء والتربة الرطبة. يُفترض أن الحس الكهربائي للنضنا هو بقايا تطورية من سلف يشبه خلد الماء.

### الدلافين
طورت الدلافين إستقبالًا كهربيًا في هياكل مختلفة عن تلك الموجودة في الأسماك والبرمائيات والمونوتريم. الخبايا الإهتزازية الخالية من الشعر الموجودة على منبر دولفين جويانا، والتي ارتبطت في الأصل بشعيرات الثدييات، قادرة على إستقبال كهربائي يصل إلى 4.8 μV / cm، وهو ما يكفي لإكتشاف الأسماك الصغيرة. هذا مشابه لحساسية المستقبلات الكهربائية في خلد الماء. حتى الآن (يونيو 2013)، تم وصف هذه الخلايا من عينة دولفين واحدة فقط.

### النحل

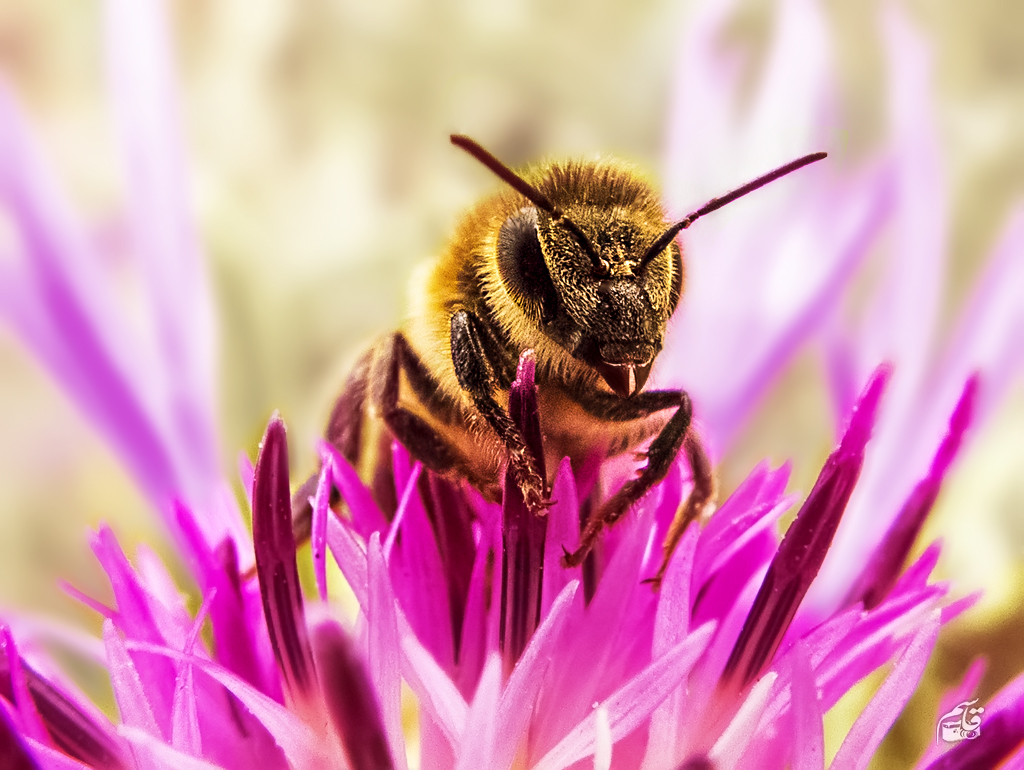
عندما تزورالنحلة زهرة تتسرب الشحنة المترسبة على الزهرة بمرور الوقت إلى الأرض.

يجمع النحل شحنة ثابتة موجبة أثناء الطيران في الهواء. عندما تزورالنحلة زهرة تتسرب الشحنة المترسبة على الزهرة بمرور الوقت إلى الأرض. يمكن للنحل أن يكتشف وجود الحقول الكهربائية على الأزهار، ويستخدم هذه المعلومات لمعرفة ما إذا كانت نحلة أخرى قد زارت الزهرة مؤخرًا ومن المحتمل أن يكون لديها تركيز منخفض من الرحيق.
يكتشف النحل المجالات الكهربائية من خلال عزل الهواء عن طريق الإستقبال الميكانيكي وليس الإستقبال الكهربائي. يستشعر النحل تغير المجال الكهربائي من خلال أعضاء جونستون في قرون الاستشعار وربما مستقبلات ميكانيكية أخرى. يميزون الأنماط الزمنية المختلفة ويتعلمونها خلال رقصة الإهتزاز، يبدو أن نحل العسل يستخدم المجال الكهربائي المنبثق من النحلة الراقصة للتواصل عن بعد.